# Трояновський Марк Антонович
М. А. Трояновський народився в Петербурзі в сім'ї спадкових дворян Варшавської губернії. Його батько — Антон Антонович Трояновський — був військовим лікарем. Рідний брат батька був революціонером, а після революції - радянським дипломатом, у тому числі — першим послом Радянської Росії у США. 
У 1929 році Марк Трояновський закінчив Державний технікум кінематографії, майстерню режисера О. Л. Птушка.

## Початок діяльності
- 1932 рік — працював у складі експедиції на криголамному пароплаві «Олександр Сибіряков» по Північному морському шляху. За підсумками експедиції було створено стрічку «Великий Токіо».
- 1934 рік — разом з оператором А. М. Шафраном брав участь експедиції на кораблі ««Челюскін». Після того, як корабель було стиснуто кригами, разом із невеличкою групою на собаках вивіз на "велику землю" матеріал, що було знято.
- 1937 рік — знімав першу експедицію на Північний полюс, висадку групи І. Д. Папаніна.[1]
- 1939 год — знімав секретні полярні експедиції ЕОН1-ЕОН3.

## Участь уНімецько-радянській війні
Протягом 1941 — 1945 рр. здійснював зйомки на фронтах Німецько-радянської війни. Серед перших робіт — «Оборона Одеси». Стрічку було створено разом з оператором С.Я. Коганом. 
Зняв військовий парад 7 листопада 1941 року. Через провину НКВС, не було знято промову на параді І. В. Сталіна. Ця помилка була виправлена за допомогою  постановочної зйомки: «Виступ Сталіна на параді 1941 року». Вона відбувалася 27 листопада 1941 року із використанням декорацій, що було збудовано в одній із зал Кремля. Знімальна група складалася з оператора М. А. Трояновського, режисера Л. В. Варламова та І. В. Сталіна, який грав самого себе.
У 1942 — 1943 рр. М. А. Трояновський очолював фронтову кіногрупу Кавказького фронту. У 1943 року на основі знятого матеріалу склав було створено повнометражний фільм «Битва за Кавказ» (режисер Л. В. Варламов).
З грудня 1943 по червень 1944 рр. М. А. Трояновський був начальником Управління фронтових кіногруп.

## Післявоєнний період
В 1940-і — 1950-і роки М. Трояновський знімав  полярні експедиції, створював стрічки про освоєння Арктики. Фільм «В центрі Арктики» приніс йому приз Венеційського фестивалю у номінації «Найкращий документальний географічний фільм». 
У 1960-і роки працював у Сирії та Єгипті, знімаючи будівництво Асуанської греблі, а у 1962 році знімав перший переліт за маршрутом Москва-Антарктида. 

## Книги
- «С веком наравне»: Дневники, письма, записки (2004)

## Нагороди
- Сталінська премія першого ступеня (1947) — за фільм «Молодість нашої країни» (1946)
- Сталінська премія другого ступеня (1948) — за фільм «Фізкультурний парад 1947 року»
- Заслужений діяч мистецтв РРФСР (1965)
- два ордена Ленина (1-й 14.4.1944 — за фронтові кінозйомки; 2-й - дату не встановлено)
- орден Червоного Прапора
- орден Вітчизняної війни 1 ступеня (21.2.1945)[2]
- орден Трудового Червоного Прапора — за роботу в експедиції криголама «Олександр Сибіряков»
- орден Червоної Зірки — за політ на Північний полюс
- орден «Знак Пошани» — за виконання спецзавдань в Арктиці
  - медалі

## Цікаві факти
- М.А. Трояновський був одним з небагатьох митців, нагороджених до війни трьома орденами: Трудового Червоного Прапора, «Знак Пошани», Червоної Зірки.
- Створений М. А. Трояновським фільм «На Північному полюсі» окупив (у валюті) усі затрати на експедицію.
- Кіноматеріали, створені протягом секретних полярних експедицій ЕОН1-ЕОН3, залишаються досі закритими.*